# 斯洛伐克希臘禮天主教科希策教區
斯洛伐克希臘禮天主教科希策教區（拉丁語：Eparchia Cassaviensis）是東儀天主教一個教區（斯洛伐克希臘禮），屬普雷紹夫總教區。
宗座代牧區於1997年1月27日成立，2008年1月30日升為教區。教區管轄範圍包括斯洛伐克科希策州。2009年有教友20,000人。教區下轄十五個堂區，有廿二名司鐸。現任教區主教為米蘭·豪圖爾，宗座署理為濟利祿·瓦西爾。